# Estació de Son Castelló
L'estació de Son Castelló és una estació del metro de Palma. Fou posada en servei el 25 d'abril de 2007.
És una estació soterrada, situada sota la Gran Via Asima del polígon de Son Castelló, a l'alçada de la plaça homònima. Té andanes laterals, que s'interconnecten a través d'un pas inferior.
| Procedència/Destinació               | <               | Línia | >              | Procedència/Destinació |
| ------------------------------------ | --------------- | ----- | -------------- | ---------------------- |
| Metro de Palma                       |                 |       |                |                        |
| Estació Intermodal - Plaça d'Espanya | Son Fuster Vell | 1     | Gran Via Asima | Universitat            |